# 加依勒玛乡
加依勒玛乡，是中华人民共和国新疆维吾尔自治区阿勒泰地区哈巴河县下辖的一个乡镇级行政单位。

## 行政区划
加依勒玛乡下辖以下地区：
加依勒玛村、巴特斯加依勒玛村、玛依沙斛村、阿克托别村、切格斯加依勒玛村、玉什库木村、加依勒玛却限村、克勒迭能村、萨尔乎拉特村、沃尔塔喀布尔尕塔勒村、克尔达拉村、博旦拜村、喀拉阿尕什村、托普阿尕什村、阔克萨孜村、阿克墩村、塔木齐村、喀拉铁热克村、齐巴尔村、萨亚铁热克村、提尔明塔斯村和齐巴尔玛依沙斛村。